# 夢特嬌

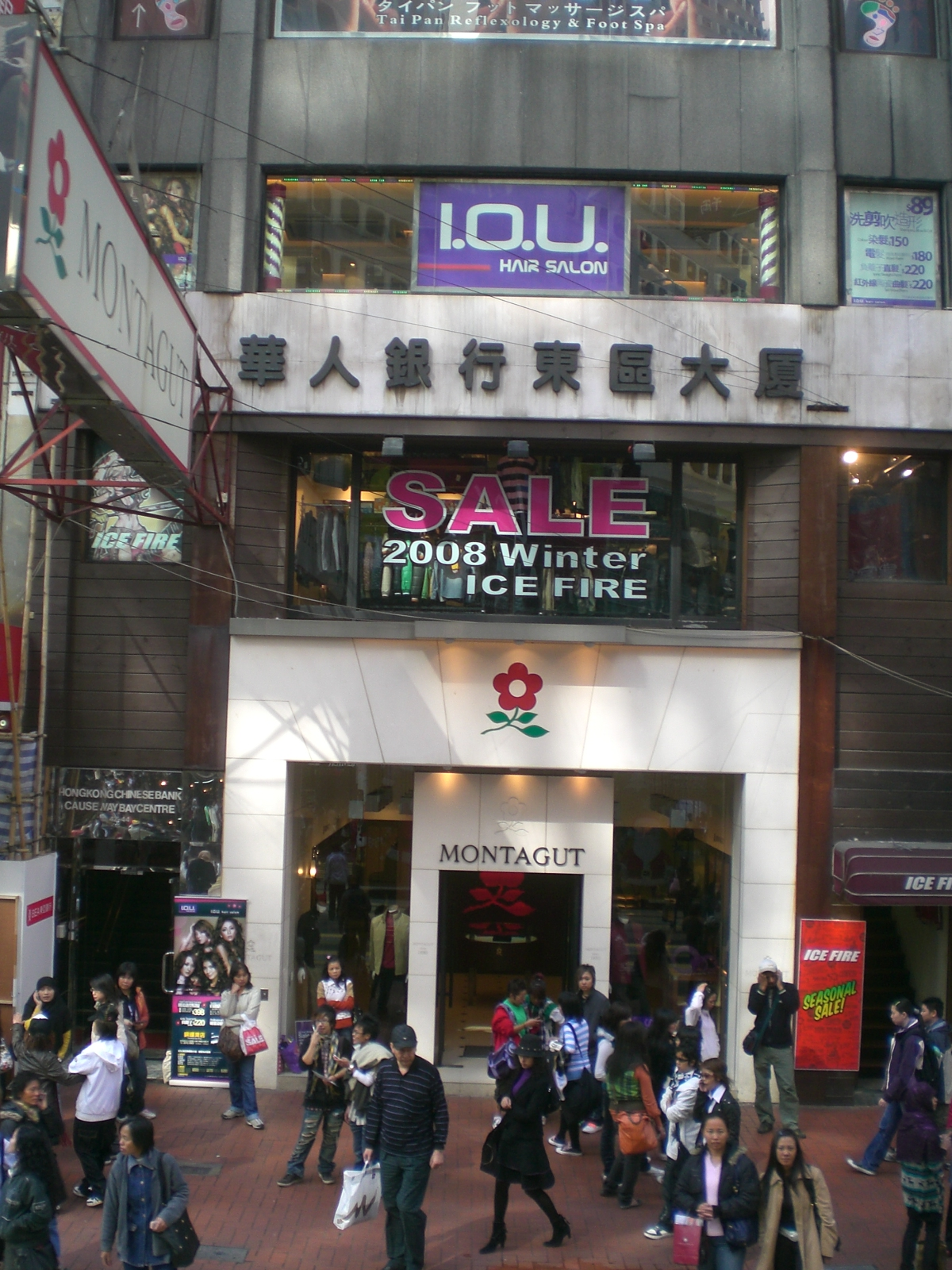
夢特嬌在香港銅鑼灣怡和街的店舖

夢特嬌，1880年成立，是一個法國服裝品牌，總部設於阿尔代什省圣索沃尔德蒙塔居（Saint-Sauveur-de-Montagut），以「亮絲」針織Polo衫馳名。

## 歷史
現任總裁皮埃尔·格罗（Pierre Gros）的高祖加斯东·坦朗（Gaston Tinland）於1880年成立絲線廠。1925年他的外祖父喬治·坦朗（Georges Tinland）在同址增設針織工場，並開始製造和售賣夢特嬌品牌的女式內衣及絲襪。1938年開始，夢特嬌已經致力在他們的產品中使用合成纖維。1952年坦朗和格罗兩個家族結為姻親，皮埃尔的父親莱奥·格罗（Leo Gros）改裝針織絲襪的機器用來編織毛衣。1962年，莱奥發明亮絲，一種亮麗而且富有彈性的紗線。1971年，夢特嬌在香港成立分公司。后来在中国改革开放后是第一批打入中國內地市場的歐美服裝品牌。2007年，夢特嬌在全中國已經有超過3,000個銷售點。

## 外部連結
- 官方網站
- 中國大陸官方網站
- 台灣官方網站
- 香港官方網站
- 香港商夢特嬌亞洲有限公司台灣分公司 - 台灣公司資料 （页面存档备份，存于）